# Organizzazione mondiale della sanità
L'Organizzazione mondiale della sanità (OMS; in inglese World Health Organization, WHO; in francese Organisation mondiale de la Santé, OMS) è un istituto specializzato dell'ONU per la salute. È stata istituita con il trattato adottato a New York nel luglio del 1946, entrato in vigore nel 1948 e ha sede in Svizzera, a Ginevra. Il 7 aprile è la Giornata Mondiale della salute scelta dall'OMS anche per celebrare l'avvio delle proprie attività nel 1948.
L'obiettivo dell'OMS, così come precisato nella relativa costituzione, è il raggiungimento da parte di tutte le popolazioni del livello più alto possibile di salute, definita nella medesima costituzione come condizione di completo benessere fisico, mentale e sociale, e non soltanto come assenza di malattia o di infermità. È membro del Gruppo per lo sviluppo delle Nazioni Unite.

## Organizzazione
Al momento della sua fondazione, la costituzione dell'organizzazione fu ratificata da 22 stati. Il primo direttore generale dell'agenzia fu il medico canadese Brock Chisholm.
L'organizzazione è governata da 193 stati membri attraverso l'Assemblea mondiale della sanità (World Health Assembly), convocata annualmente in sessioni ordinarie nel mese di maggio. Questa è composta da rappresentanti degli stati membri, scelti fra i rappresentanti dell'amministrazione sanitaria di ciascun paese (Ministeri della sanità).
Le principali funzioni dell'Assemblea consistono nell'approvazione del programma dell'organizzazione e del bilancio preventivo per il biennio successivo, e nelle decisioni riguardanti le principali questioni politiche.
È un soggetto di diritto internazionale, vincolato, come tale, da tutti gli obblighi imposti nei suoi confronti da norme generali consuetudinarie, dal suo atto istitutivo o dagli accordi internazionali di cui è parte. La giurisprudenza internazionale ha precisato che esiste, a carico degli stati, un "obbligo di cooperare in buona fede per favorire il perseguimento degli scopi e degli obiettivi dell'Organizzazione espressi nella sua costituzione".
Dal 1997 Taiwan ha fatto richiesta ogni anno per esservi riammessa, ma gli fu ripetutamente negata perché Taiwan risultava rappresentata dalla Repubblica Popolare Cinese. A causa dei rapporti difficili fra i due territori, a medici e ospedali di Taiwan è stata negata la partecipazione alle attività dell'OMS e i giornalisti di questo paese non hanno potuto partecipare alle attività dell'OMS. Nel 2007, dopo 20 anni di interruzione, una rappresentanza di Taiwan (sotto il nome di Taipei) ha infine potuto riprendere la sua partecipazione all'Assemblea dell'OMS, a seguito di un accordo con la Repubblica Popolare Cinese.

### Trattato pandemico
Il Trattato pandemico, discusso fra 193 stati e la cui entrata in vigore è prevista entro il 2024, prevede che in caso di pandemia l'OMS gestisca la proprietà intellettuale e la condivisione delle informazioni per renderle disponibili equamente agli Stati membri. Inoltre, l'OMS tratterrà il 20% della produzione (vaccini, farmaci, mascherine, dispositivi di protezione individuale) per redistribuirle ai Paesi del Terzo Mondo. Attribuisce all'OMS il potere di imporre o vietare l'uso di farmaci o altre misure in caso di pandemia, nonché di emanare raccomandazioni vincolanti (art. 44, par. 1); dispone la sorveglianza biologica dei microrganismi e delle persone (art. 5); dispone la censura di informazioni false o inaffidabili riguardanti la salute pubblica (art. 44.1 (h)).

## Struttura e governance

### Stati membri
A gennaio 2025 l'OMS conta la partecipazione di 193 Stati membri: tutti gli Stati membri dell'ONU escluso il Liechtenstein, le Isole Cook e Niue. Per far parte dell'Organizzazione è necessaria la ratifica del Trattato noto come la Costituzione dell'Organizzazione Mondiale della Sanità (Constitution of the World Health Organization) e l'accettazione da parte dell'Assemblea dell'OMS attraverso una votazione a maggioranza semplice.
Il 21 gennaio 2025 il presidente degli Stati Uniti Donald Trump ha firmato un ordine esecutivo per avviare il processo di ritiro del paese dall'organizzazione. Questa decisione è stata motivata da critiche alla gestione della pandemia di COVID-19 da parte dell'OMS e da preoccupazioni riguardo all'influenza politica di alcuni Stati membri sull'organizzazione. L'OMS ha espresso rammarico per la decisione e ha invitato gli Stati Uniti a riconsiderare la loro posizione, sottolineando l'importanza della collaborazione internazionale nella protezione della salute globale.

### Finanziatori
L'OMS è finanziata dai contributi degli Stati membri e da donazioni private. Nel 2020-2021 i più importanti finanziatori furono: la Germania, la Fondazione Bill & Melinda Gates, gli Stati Uniti d'America, il Regno Unito e la Commissione Europea. Nel 2022 l'Assemblea dell'OMS ha accettato le raccomandazioni del Comitato Esecutivo dell'OMS per un ripensamento della strategia di finanziamento.
| Num.   | Finanziatore                    | Contributi fissi | Contributi volontari specifici | Contributi volontari generici | Totale | Percentuale | Note   |
| ------ | ------------------------------- | ---------------- | ------------------------------ | ----------------------------- | ------ | ----------- | ------ |
| 1      | Germania                        | 58               | 953                            |                               | 1 011  | 14,4%       | [ 15 ] |
| 2      | Stati Uniti d'America           | 232              | 448                            |                               | 681    | 9,7%        | [ 16 ] |
| 3      | Fondazione Bill & Melinda Gates |                  | 592                            |                               | 592    | 8,4%        | [ 17 ] |
| 4      | Regno Unito                     | 44               | 367                            | 120                           | 531    | 7,6%        | [ 18 ] |
| 5      | GAVI Alliance                   |                  | 371                            |                               | 371    | 5,3%        | [ 19 ] |
| 6      | Commissione Europea             |                  | 310                            |                               | 310    | 4,4%        | [ 20 ] |
| 7      | Giappone                        | 82               | 122                            |                               | 204    | 2,9%        | [ 21 ] |
| 8      | Cina                            | 115              | 63                             |                               | 177    | 2,5%        | [ 22 ] |
| 9      | Banca Mondiale                  |                  | 158                            |                               | 158    | 2,2%        | [ 23 ] |
| 10     | Rotary International            |                  | 152                            |                               | 152    | 2,2%        | [ 24 ] |
| Altri  | Altri                           | 530              | 2 306                          | 144                           | 2 980  | 42,4%       |        |
| Totale | Totale                          | 957              | 5 824                          | 264                           | 7 031  | 100%        | [ 25 ] |

## Uffici regionali dell'OMS
Africa
     Pacifico occidentale
     Mediterraneo orientale
     Sud-est Asiatico
     Eurasia
     Americhe

Mappa uffici regionali dell'OMS
Africa
Pacifico occidentale
Mediterraneo orientale
Sud-est Asiatico
Eurasia
Americhe

L'OMS suddivide il mondo in sei strutture organizzative regionali, ognuna facente capo ad un proprio Comitato Regionale. Le regioni sono:
- Europa Archiviato il 21 maggio 2010 in Internet Archive. (EURO), con sede a Copenaghen in Danimarca e diretto da Zsuzsanna Jakab. Oltre all'intero continente, comprende anche la Russia, Israele, Turchia e Kazakistan.
- Africa (AFRO), con sede a Brazzaville nella Repubblica del Congo e diretto da Matshidiso Moeti.
- Mediterraneo orientale (EMRO), con sede al Cairo in Egitto e diretto da Ala Alwan.
- Sud-est asiatico (SEARO), con sede a Nuova Delhi in India e diretto da Poonam Khetrapal Singh.
- Americhe (AMRO), con sede a Washington D.C. negli Stati Uniti e diretta da Carissa F. Etienne
- Pacifico occidentale (WPRO), con sede a Manila nelle Filippine e diretto da Shin Young-soo.

## Stati d'allerta
L'OMS, nella sua funzione di vigilanza sanitaria, può emettere avvisi alle autorità sanitarie dei paesi membri relativi ai rischi pandemici.
Le fasi di allarme per i pericoli di pandemia utilizzate dall'OMS sono le seguenti:
- Fase 1: nessuno dei virus che normalmente circola fra gli animali è causa di infezione per l'uomo
- Fase 2: un virus che sta circolando fra animali domestici o selvatici ha infettato persone venute a stretto contatto con animali infetti
- Fase 3: un virus animale ha infettato un gruppo di persone, ma la trasmissione fra uomo e uomo è assente o fortemente limitata
- Fase 4: per un virus è possibile la trasmissione umana
- Fase 5: per un virus è possibile la trasmissione umana e sono presenti gruppi di persone infette in almeno due stati appartenenti alla stessa regione OMS
- Fase 6: per un virus è possibile la trasmissione umana e sono presenti gruppi di persone infette in almeno due regioni, oltre alla condizione della fase 5

Le fasi successive avvengono a pandemia conclusa, e sono quelle di post-picco e post-pandemia.

## Divisione delle sostanze terapeutiche, profilattiche e diagnostiche
All'interno di questa organizzazione operano diverse divisioni operative.
Alla Divisione delle sostanze terapeutiche, profilattiche e diagnostiche sono demandate alcune attività in campo farmaceutico, come:
- la compilazione della farmacopea internazionale
- la redazione di una lista di Denominazioni Comuni Internazionali dei Medicamenti (DCI), raccomandate agli Stati membri per uniformare la nomenclatura farmaceutica dei principi attivi su base internazionale
- la redazione della lista delle sostanze stupefacenti e il suo costante aggiornamento
- l'istituzione di un servizio internazionale per la raccolta, l'elaborazione e la diffusione delle segnalazioni di intolleranza ed effetti collaterali dei farmaci
- l'elaborazione di un certificato internazionale di qualità, basato sull'applicazione delle Norme di Buona Fabbricazione da parte dei produttori di medicamenti
- la compilazione e l'aggiornamento di un repertorio internazionale delle piante medicinali.
- la compilazione e l'aggiornamento della Lista dei medicamenti essenziali.

## Direttori generali
Il direttore generale dell'OMS è il più alto funzionario incaricato di compiti tecnici e amministrativi all'interno dell'Organizzazione, ed è scelto dal Consiglio Esecutivo dell'OMS.
- Brock Chisholm (1948-1953)
- Marcolino Gomes Candau (1953–1973)
- Halfdan T. Mahler (1973–1988)
- Hiroshi Nakajima (1988–1998)
- Gro Harlem Brundtland (1998–2003)
- Lee Jong-wook (2003 - 2006)
- Anders Nordström (2005-2007) f.f.
- Margaret Chan (2007- 2015)
- Tedros Adhanom Ghebreyesus (2017- in carica)

## Pubblicazioni
Vengono riepilogate di seguito le principali pubblicazioni a cura dell'Organizzazione Mondiale della Sanità:
| Nome                                         | Lingua                                                                 | Periodicità    | Attività    | Licenza                  | ISO 4                     | ISSN (E-ISSN)              | LCCN       | OCLC                     | URL                                                                        |
| -------------------------------------------- | ---------------------------------------------------------------------- | -------------- | ----------- | ------------------------ | ------------------------- | -------------------------- | ---------- | ------------------------ | -------------------------------------------------------------------------- |
| Bulletin of the World Health Organization    | Inglese; Abstract in arabo, cinese, francese, inglese, spagnolo, russo | Mensile        | 1947-oggi   | Creative Commons 3.0 IGO | Bull. World Health Organ. | 0042-9686; 1564-0604 (web) | 52004897   | 01588496                 | who.int/bulletin                                                           |
| Eastern Mediterranean Health Journal         | Arabo, francese, inglese                                               | Non regolare   | 1995 - oggi | _                        | East. Mediterr. Health J. | 1687-1634; 1687-1634       | sn97034804 | 37952670                 | emro.who.int                                                               |
| Human Resources for Health                   | Inglese                                                                | Non regolare   | 1997 - oggi | Creative Commons         | Hum. Resour. Health       | 1478-4491                  | _          | 52353314                 | human-resources-health.com                                                 |
| Pan American Journal of Public Health        | Inglese, portoghese, spagnolo                                          | Mensile        | 1997 - oggi | _                        | Pan Am. J. Public Health  | 1020-4989; 1680-5348 (web) | 97655593   | 36421075                 | paho.org/journal/en                                                        |
| World Health Report                          | Inglese e lingue varie                                                 | Almeno annuale | 1995 - 2013 | _                        | World Health Rep.         | _                          | _          | se:"world health report" | who.int/whr/                                                               |
| WHO South-East Asia Journal of Public Health | Inglese                                                                | Biannuale      | 2012 - oggi | Open, copyright          | _                         | 2224-3151; 2304-5272 (web) | _          | _                        | apps.searo.who.int/pds Archiviato il 1º novembre 2018 in Internet Archive. |

## Controversie con gli Stati membri

### Stati Uniti d'America
Il 14 aprile 2020, il Presidente degli Stati Uniti Donald Trump annuncia l'interruzione dei finanziamenti americani all'Organizzazione accusandola di errori nella gestione della pandemia di COVID-19 e di aver insabbiato informazioni sulla diffusione del virus, arrivando a prefigurare la creazione di un'organizzazione alternativa in assenza di una radicale riforma dell'organismo. Questa posizione provoca le critiche del Segretario generale dell'ONU Guterres secondo cui l'OMS «deve essere sostenuta perché è assolutamente essenziale per gli sforzi del mondo per vincere la guerra contro il Covid-19». Il 7 luglio 2020 il presidente Trump ha ufficializzato che gli Stati Uniti sarebbero usciti dall'OMS e che la misura sarebbe entrata in vigore il 6 luglio 2021, ma il presidente eletto Joe Biden, dopo aver dichiarato in campagna elettorale che intendeva non attuare l'uscita degli Stati Uniti dall'OMS, ha annullato la procedura di uscita nel suo primo giorno, ovvero il 20 gennaio 2021, tramite un ordine esecutivo.
Nel gennaio 2025, il primo giorno della seconda presidenza di Donald Trump egli firma un ordine esecutivo che ritira gli Stati Uniti dall'OMS.

## Finanziatori privati
Al 2024 la Fondazione Bill & Melinda Gates è il maggior finanziatore privato dell'OMS e contribuisce al 10% del suo budget. Anche la GAVI Alliance è un grande supporter dell'organizzazione. Nel 2017 l'87% del suo bilancio era finanziato da privati.